# Атомен ракетен крайцер
Атомният ракетен крайцер е подклас на ракетните крайцери.
Отличава се от другите кораби на същия клас с наличието на ядрена силова установка (ЯСУ). Първите атомни крайцери се появяват през 1960-те години. Във връзка със значителната им сложност и крайно високата им стойност такива кораби имат в състава на своите ВМС само свръхдържавите – САЩ и СССР. Понастоящем атомни ракетни крайцери експлоатира само ВМФ на Русия.

## Предпоставки
В началото на 1950-те години военните и конструкторите във водещите страни са обхванати от „ядрена“ еуфория. Независимо от скромните мощности характеристики на тогавашните ЯСУ, ядрените реактори се планират за задвижване на самолети, локомотиви и даже автомобили. Естествено първите кандидати за званието „атомни“ стават военните кораби. През 1955 г. влиза в строй първата в света атомна подводна лодка „Наутилус“. Но ако целесъобразността от поставяне на ЯСУ на ПЛ е напълно очевидна, то изгодата от подобна енергетика за надводните кораби не изглежда толкова еднозначна. През 1950-те – началото на 1960-те години в САЩ се разгръща открита дискусия за използването на атомни надводни кораби. Привържениците на ядрената енергетика, които оглавява „бащата на атомния флот“ адмирал Хайман Дж. Риковер, използват следните аргументи в полза на ЯСУ:
- много голяма автономност по далечина на плаване;
- способност практически неограничено дълго време да поддържат висока скорост без влияния върху ресурса на главните механизми;
- липса на газоходи, опростяващи вътрешното разположение и архитектура на надстройките.

Противниците на атомния флот, на свой ред, посочват следните проблемни моменти:
- прекалено високата им стойност, което неизбежно ще доведе до намаляване на числеността на флота;
- възможностите на по-традиционните силови установки още не са изчерпани;
- прословутата висока автономност на корабите с ЯСУ се достига само по параметъра далечина на плаване, но това далеч не е същото спрямо боезапаса, провизиите и другите видове снабдяване.

Следва да се отбележи, че в САЩ не са провеждани открити дискусии по съвършено очевиден въпрос – бойната живучест на атомните кораби.

Странно… изглежда отсъствието (във всеки случай, в откритата преса) на дебати по повод бойната живучест на атомните НК. Този въпрос, действително, е първостепенен: какво ще стане с атомния кораб при даже незначително поражение, на да кажем, системите на 1-вия контур? За кого ще е по-опасен тогава кораба – за противника или за своя екипаж?

## Първо поколение

### Крайцери на САЩ
Към проектирането на първия атомен ракетен крайцер „Лонг Бийч“ (CGN-9 Long Beach) в САЩ пристъпват през 1955 г. Следва да се отбележи, че американците изобщо не се и стремят да създадат именно „крайцер“. Основната задача на бъдещия кораб се вижда ПВО на авионосното съединение начело с първия атомен самолетоносач „Ентърпрайз“. Така всъщност се фактически се създава ескортен кораб. Но американските корабостроители все още не разполагат с достатъчно компактни ЯСУ. Енергетическата установка на „Лонг Бийч“ C1W се създава на базата на реактора S5W, използван в първите серийни подводници на ВМС на САЩ. Мощността му се оказва недостатъчна и на крайцера поставят два такива реактора, като общото тегло на цялата енергетическа установка се оказва 5 пъти повече, отколкото би била същата по мощност котлотурбинна установка. Резултат от всичко това е рязък ръст в размерите и водоизместимостта на кораба.
Въоръжението на кораба отразява неговата ескортна същност – 1 сдвоена ПУ за ЗРК „Талос“ (Talos), 2 сдвоени ПУ за ЗРК „Териер“ (Terrier) и осемзарядна ПУ за противолодъчните ракето-торпеда ASROC. За самоотбрана от ПЛ (подводни лодки) са предназначени 2 тритръбни ТА за 324 mm противолодъчни торпеда. „Лонг Бийч“ първоначално няма нито едно артилерийско оръдие и неслучайно е класифициран двойствено – и като Fleet escort, и като Missile cruiser.
Следващият представител на атомните ракетни крайцери на ВМС на САЩ става „Бейнбридж“ (CGN-25 Bainbridge), влязъл в строй през 1962 г. Към момента на започване на строителството на този кораб вече има много по-компактният реактор D2G, което позволява да се поставят две такива установки в корпуса на крайцер от типа „Лийхи“, чийто атомен вариант е „Бейнбридж“. Въоръжението на атомния крайцер напълно съответства на „Лийхи“ – 2 сдвоени ПУ „Териер“, осемзарядна ПУ ASROC и 2 тритръбни 324 mm торпедни апарата. В отличие от „Лонг Бийч“, „Бейнбридж“ изначално получава артилерия – 2 сдвоени 76 mm установки, разработени още по времето на Втората световна война.
В резултат американският флот получава малко съединение от атомни кораби в състав „Ентърпрайз“, „Лонг Бийч“ и „Бейнбридж“, което командването на флота разглежда като експериментално. Предполага се, че следва да се натрупа експлоатационен опит на атомни кораби и едва тогава да се взема решение за развитието на атомни надводни сили. Във връзка с това американското военноморско ведомство планира и пауза в строителството на атомни крайцери. Оценките за ефективността на атомния надводен флот са крайно внимателни. Така например през 1961 г. оперативното управление на щаба на ВМС представя на Конгреса на САЩ доклад, където се казва:

1. Факторът увеличаване на далечината на плаване на максимални скорости за HК има съществено по-голямо значение, отколкото за ПЛ. АСУ дава такова увеличение.
2. HК с АСУ действително имат по-висока стойност, отколкото такива с обикновени ГЕУ (1,3 – 1,5 пъти). Въпреки това, конкретните цифри не трябва да се считат за точни. Hай-надеждни са данните по издръжката и ремонта, а най-неопределени – по експлоатацията (няма предишен опит), по новото въоръжение, издръжката и подготовката на личния състав.

3. АСУ по тегло и габарити превишават обикновените ГЕУ. Съсредоточаването на натоварванията и по-значителните размери на енергетичните отсеци изискват различно общо разположение на помещенията и съществено изменение на конструкцията на корпуса. Съществуващите АППУ ограничават ефективната мощност на ГЕУ, което в съчетание с ГТЗА на понижени параметри на парата при равни други условия понижават максималната скорост на атомните HК по сравнение с обикновените.

4. АСУ изискват по-голям брой обслужващ личен състав, при това с доста по-висока квалификация. Това води до още по-голямо увеличение на водоизместимостта и стойността за експлоатация.

5. Автономността на кораба по запас на горивото все още не е всичко. Има автономност по провизии, по резервни части и материали (масла, смазки и т.н.), по боезапас. По тези параграфи атомния HК няма преимущества пред неатомните кораби.

Въпреки това, Конгреса на САЩ по собствена инициатива поръчва за моряците кораб, за който те не са издигали искане. Това става крайцера „Трукстън“ (CGN-35 Truxtun) – атомен вариант на ракетните крайцери от типа „Белнап“, напълно съответстващ по въоръжение на своите паротурбинни двойници. Основното въоръжение е съкратено до 1 сдвоена ПУ, от която може да се изстрелват и зенитните ракети „Териер“ и противолодъчните ракето-торпеда ASROC, но корабите получават и новата автоматизирана артустановка калибър 127 mm.
Следва да се отбележи, че класификацията на тези кораби се оказва крайно объркана. Официално те се числят в състава на флота като  DLG (Destroyer leader guided) – лидери на разрушители (ескадрени миноносци) – (атомните съответно – DLGN), също често се именуват Fleet escort – ескортни кораби на флота, което дава повод да се нарекат и фрегати. Едва през 1975 г. всички тези бойни единици започват да се класифицират като ракетни крайцери.

### Съветски проект
През 1955 – 56 г. ръководството на съветския ВМФ дава две задания за проектиране на надводни кораби с ЯСУ. Предполага се разработката на лек крайцер от проекта 63, въоръжен със стратегически и противокорабни ракети, а също и със ЗРК с близко действие М-1. Едновременно се разработва и кораба за ПВО от проекта 81, имащ ЗРК с далечно действие М-3. В началото на 1957 г. двете разработки са обединени на базата на крайцера от проекта 63.
Предполагаемите ТТХ са следните: водоизместимост 15 – 16 хил. тона, скорост – 32 възела, въоръжението включва ПКРК П-40 или П-6, ЗРК М-1 и М-3, освен това, две 76 mm артустановки АК-726 и два РБУ-2500 . Планират се за постройка до 7 кораба от този проект.
Разработката крайцера е възложена на ЦКБ-17, но фактически делото не продължава отвъд ескизния проект, който се оказва доста приблизителен, тъй като по-голямата част от планираното въоръжение и оборудване съществуват само на хартия. Освен това, изказват се големи съмнения относно бойната устойчивост на корабите от проекта в открития океан, особено при въздушно нападение. В резултат работите са прекратени през март 1959 г.

## Второ поколение

### Крайцери на САЩ
След известна пауза американските ВМС възобновяват строителството на атомни крайцери. Това се свързва както с натрупания опит, така и със залагането на първия атомен самолетоносач от типа „Нимиц“. През 1970 г. са заложени два кораба от типа „Калифорния“. Тяхното основно въоръжение отново се оказва зенитно – 2 ПУ за ЗРК „Тартар“. Имат и стандартният набор противолодъчни средства, а артилерията е усилена за сметка на поставянето на две автоматизирани оръдия калибър 127 mm. Енергетичната установка е значително подобрена и се появява възможност да се носи на борда и вертолет, но само на площадката за кацане. Водоизместимостта на крайцерите от този тип надвишава 10 000 тона. Предполага се построяването на 5 крайцера от типа „Калифорния“, но последващо развитие на проекта се отказват в полза на крайцерите от типа „Вирджиния“.
Крайцерите тип „Вирджиния“ са усъвършенстван тип атомни крайцери. В отличие от типа „Калифорния“ на тях има ПУ за по-далекобойните ракети „Териер“, а също и хангар за вертолета. При претоварване може да носи и две винтокрили машини. Крайцерите влизат в строй в периода между 1976 и 1980 г.
През 1980-те години крайцерите тип „Калифорния“ и „Вирджиния“ преминават през сериозна модернизация. Остарелите зенитни ракети са заменени със „Стандарт SM-2ER“, близката отбрана се осигурява от 20 mm зенитни комплекси „Вулкан-Фаланкс“. Крайцерите получават също и ударно оръжие – КР „Томахоук“ и ПКР „Харпун“, превръщайки се по този начин в многоцелеви кораби. Следва да се отбележи, че по възможности за ПВО те даже след модернизацията сериозно отстъпват на крайцерите от типа „Тикондерога“, имащи системата „Аеджис“. Всички те са извадени от състава на флота през втората половина на 1990-те години.
През 1970-те години в САЩ се водят проектни работи над атомен крайцер от ново поколение CSGN (Cruiser strike, guided missile, nuclear). При водоизместимост близка до тази на „Лонг Бийч“ този кораб трябва да има ПУ за перспективните крилати ракети SLCM, впоследствие прието на въоръжение като „Томахоук“ (Tomahawk), ПУ за ПКР „Харпун“, зенитната система „Аеджис“, а също и 203 mm артустановка и вертолети. До строителство така и не се стига – американският флот предпочита да строи относително евтините, но многобройни „Тикондерога“ с газотурбинна ЕУ.

### Крайцери на СССР
През 1960-те години за главна задача на Съветския ВМФ се спряга борбата с атомните ПЛ на вероятния противник. Това води до появата на нов клас – на големите противолодъчни кораби (на руски БПК), чиято задача става ПЛО в морската и океанската зона. Първенец в тези програми става БПК от проекта 61, считан за напълно успешен кораб. На неговата концептуална база през 1962 г. за започва да се създава проекта 1144 за атомен БПК. В съответствие с повелите на модата от онова време водоизместимостта на кораба поначало се ограничава до 8000 тона. Основното въоръжение на новия БПК трябва да бъде перспективният Универсален ракетен комплекс (УРК), способен да поразява всички типове цели – въздушни, надводни и подводни. Допълван от артустановки калибър 57 – 76 mm, РБУ, торпедни апарати и безпилотен вертолет.
Фактически УРК остава само на хартия, безпилотният вертолет също не е създаден и в ТТЗ от 1969 г. състава на въоръжението е представен от противолодъчния ракетен комплекс „Метель“, ЗРК С-300Ф, ПУ за ПКР П-120 „Малахит“, артустановки калибър 130 mm. (А-217) и 30 mm (АК-630), а също и два пилотируеми вертолета Ка-252.
Всичко са заложени и построени 4 тежки атомни ракетни крайцера (съкратено ТАРКР) проекта 1144: „Киров“, „Фрунзе“, „Калинин“ и „Юрий Андропов“. Още един крайцер, „Адмирал Флота Советского Союза Кузнецов“, е зачислен в списъците на Съветския ВМФ, но не е залаган и на 4 октомври 1990 г. е свален от строителство на Балтийския завод.
От края на 1960-те години паралелно с атомния БПК се разработва и атомен крайцер проект 1165. Неговото основно въоръжение се предполага да бъде ПКР П-700 „Гранит“ (36 – 48 ракети в боекомплекта) и ЗРК С-300Ф. Поради това, че БПК 1144 постепенно придобива чертите на многоцелеви кораб, през 1971 г. е решено обединяването на двата проекта.